# Coppa Italia (pallacanestro in carrozzina)
La Coppa Italia di pallacanestro in carrozzina è un trofeo nazionale italiano di pallacanestro in carrozzina.

## Coppa Italia
La prima edizione della Coppa Italia si svolse nel 1995 e fu vinta dal Santa Lucia Sport Roma e successivamente si è svolta regolarmente ogni anno.
La vincente della Coppa Italia ha diritto di affrontare la vincente dello scudetto per aggiudicarsi la Supercoppa italiana.

### Albo d'oro
| Edizione | Vincitore                          | Finalista                        | Risultato |
| 1995     | Santa Lucia Sport Roma             |                                  |           |
| 1996     | Santa Lucia Sport Roma             |                                  |           |
| 1997     | Santa Lucia Sport Roma             |                                  |           |
| 1998     | San Luca Sport Corvino Battipaglia |                                  |           |
| 1999     | Anmic Sassari                      |                                  |           |
| 2000     | Anmic Sassari                      |                                  |           |
| 2001     | Santa Lucia Sport Roma             |                                  |           |
| 2002     | Anmic Sassari                      |                                  |           |
| 2003     | Santa Lucia Sport Roma             |                                  |           |
| 2004     | Briantea 84 Cantù                  |                                  |           |
| 2005     | Santa Lucia Sport Roma             |                                  |           |
| 2006     | Santa Lucia Sport Roma             |                                  |           |
| 2007     | Padova Millennium Basket           |                                  |           |
| 2008     | Dream Team Taranto                 | Santa Lucia Sport Roma           |           |
| 2009     | Santa Lucia Sport Roma             |                                  |           |
| 2010     | Santa Lucia Sport Roma             | Elecom Roma                      |           |
| 2011     | Elecom Roma                        |                                  |           |
| 2012     | Santa Lucia Sport Roma             |                                  |           |
| 2013     | Briantea 84 Cantù                  | Santa Lucia Sport Roma           |           |
| 2014     | Santa Lucia Sport Roma             | Briantea 84 Cantù                | 61-49     |
| 2015     | Santa Lucia Sport Roma             | Briantea 84 Cantù                | 82-61     |
| 2016     | Briantea 84 Cantù                  | Santa Lucia Sport Roma           | 74-71     |
| 2017     | Briantea 84 Cantù                  | GSD Porto Torres                 | 81-54     |
| 2018     | Briantea 84 Cantù                  | Santo Stefano Sport              | 70-55     |
| 2019     | Briantea 84 Cantù                  | Santo Stefano Sport              | 82-73     |
| 2020     | Briantea 84 Cantù                  | Santo Stefano Sport              | 63-46     |
| 2021     | Santo Stefano Sport                | Briantea 84 Cantù                | 62-57     |
| 2022     | Briantea 84 Cantù                  | Polisportiva Amicacci Giulianova | 55-51     |
| 2023     | Santo Stefano Sport                | Dinamo Lab Sassari               | 68-63     |
| 2024     | Briantea 84 Cantù                  | Santo Stefano Sport              | 73-67     |
| 2025     | GSD Porto Torres                   | Briantea 84 Cantù                | 73-67     |

### Vittorie per squadra
| Titoli vinti per squadra | |
| Titoli                   | Squadra |
| 12                       | Santa Lucia Sport Roma                                                                                      |
| 9                        | Briantea 84 Cantù                                                                                           |
| 3                        | Anmic Sassari                                                                                               |
| 2                        | Santo Stefano Sport                                                                                         |
| 1                        | San Luca Sport Corvino Battipaglia Padova Millennium Basket Dream Team Taranto Elecom Roma GSD Porto Torres |